# Чиркин, Лев Константинович
Лев Константинович Чиркин (11 июля 1930, Воронеж — 26 мая 2005, Санкт-Петербург) — специалист в области полупроводниковых материалов и приборов. Окончил (1955) кафедру диэлектриков и полупроводников ЛЭТИ (теперь кафедра микро- и наноэлектроники). Профессор (1995).

## Биография
Преподавал с 1955 г.: курсы лекций по полупроводниковым приборам в ЛЭТИ, Пекинском политехническом институте, Ленинградском горном институте, Минском радиотехническом институте и др. 

## Награды и звания
Медали 
- Медаль «За оборону Ленинграда»,
- Медаль «Китайско-советская дружба»,
- знак «Почётный работник высшего профессионального образования Российской Федерации».